# 안성 유명건 묘갈
안성 유명건 묘갈(安城兪命建墓碣)은 대한민국 경기도 안성시 고삼면 삼은리에 있는 비석이다. 1983년 9월 19일 경기도의 문화재자료 제45호로 지정되었다.

## 개요
묘갈은 묘 앞에 세우는 작은 비로, 이 비는 조선 숙종 때 양성 현감으로 임명되어 백성들에게 어진 다스림을 베풀었던 유명건의 묘 앞에 자리하고 있다.
받침돌 위에 비몸을 얹고 머릿돌을 올린 모습이며, 머릿돌은 밑면에 기와집의 지붕을 본 떠 새겼고, 윗면에는 서로 얽힌 두마리의 용을 큼직하게 표현해 놓았다.
선생의 조카인 영의정 유척기가 영조 34년(1758)에 세운 비로, 비문은 대학자인 이재가 짓고, 김수증이 글씨를 썼다. 비 앞면에 새긴 비의 명칭은 유척기의 글씨이다.

## 참고 문헌
- 안성유명건묘갈 - 국가유산청 국가유산포털